# Людиноцентризм
Людиноцентризм (лат. «homo» –"людина", і «centrum» –"центр") — гуманістична світоглядна ідея визначає людину як визначальну та вищу цінність суспільства.
Людиноцентризм — це філософія гуманістично орієнтованої політики і практики державотворення. Вона повинна бути спрямована на подолання внутрішньої порожнечі, фактичної руйнації свідомості та світогляду. Це філософія творення людини — конкретної, живої, енергійно напруженої, діяльність якої обумовлена єдністю розуму і душі.

## Доктрина людиноцентризму
Людиноцентризм є самостійним концептом філософського розуміння людини, що не тільки вбирає в себе та розвиває ідеї антропоцентризму (різновид телеології, філософське вчення, за яким людина є центром всесвіту і метою всіх подій, які в ньому відбуваються), гуманізму (система ідей і поглядів на людину як на найбільшу соціальну цінність, створення умов для її повноцінного життя і фізичного та духовного розвитку) і філософської антропології (філософське вчення про природу людини), але й значно поглиблює та пристосовує їх до сучасних умов розвитку суспільства.
Людиноцентризм — це гуманістично орієнтований підхід до формування нової людини — активної, енергійної, розум і душа якої знаходяться в злагоді".
Розглядаючи ідею людиноцентризму в освіті, В.Г. Кремень визначає: «Людиноцентризм акцентує увагу на розвитку самосвідомості людини, відкриває нові погляди на розуміння її сучасної сутності, перспективи критичної рефлексії в контексті розвитку людської особистості, враховуючи творчі задатки і здібності людини — розум, уяву, інтуїцію, волю тощо, виходить з її можливості породжувати свій особистісний суверенний образ, який має потенціал протистояти деструктивним впливам.  Філософія людиноцентризму культивує мисленнєво-розмірковуючий тип пізнання, яке долає ейфорію від очікування „автономії“ штучного інтелекту і "демократизації" людського життя в сьогоденні».

## Правничі аспекти людиноцентризму
Правничою основою людиноцентризму є положення статті третьої Конституції України: «Людина, її життя і здоров'я, честь і гідність, недоторканність і безпека визнаються в Україні найвищою соціальною цінністю. Права і свободи людини та їх гарантії визначають зміст і спрямованість діяльності держави. Держава відповідає перед людиною за свою діяльність. Утвердження і забезпечення прав і свобод людини є головним обов'язком держави».
Автори монографії «Принцип верховенства права: Проблеми теорії та практики», розкриваючи нової «людиноцентристської» ідеології адміністративного права, в певній мірі викладеної в працях Б. В.Авер'янова, вказують, що її головне завдання — утвердити справжню спрямованість цієї галузі на забезпечення реалізації та захисту прав громадян, згідно з цією концепцією держава має «служити» людині, забезпечувати пріоритет її прав, свобод та інтересів.